# 올렉산드르 크리쿤
올렉산드르 볼로디미로비치 크리쿤(우크라이나어: Олекса́ндр Володи́мирович Крику́н, 러시아어: Алекса́ндр Влади́мирович Крику́н 알렉산드르 블라디미로비치 크리쿤[*], 1968년 3월 1일~)은 우크라이나의 전직 육상 선수, 체육행정인으로 주 종목은 해머던지기이다. 올림픽에 3회 참가했으며 1996년 하계 올림픽 남자 해머던지기 종목에서 동메달을 획득했다.